# Associazione Calcio Perugia 1987-1988
Questa voce raccoglie le informazioni riguardanti l'Associazione Calcio Perugia nelle competizioni ufficiali della stagione 1987-1988.

## Rosa

Il giovane esterno Angelo Di Livio, tra le rivelazioni della stagione.

| N. |                   | Ruolo | Calciatore                 |
| -- | ----------------- | ----- | -------------------------- |
|    | Italia (bandiera) | A     | Fabio Barboni              |
|    | Italia (bandiera) | D     | Maurizio Benedetti         |
|    | Italia (bandiera) | D     | Damiano Bettinelli         |
|    | Italia (bandiera) | D     | Giovanni Bia               |
|    | Italia (bandiera) |       | Colautti                   |
|    | Italia (bandiera) | D     | Franco Conforto            |
|    | Italia (bandiera) | C     | Angelo Di Livio            |
|    | Italia (bandiera) | D     | Italo Franceschini         |
|    | Italia (bandiera) | D     | Marco Gori                 |
|    | Italia (bandiera) | C     | Pasquale Logarzo           |
|    | Italia (bandiera) | C     | Tiziano Manfrin (capitano) |

| N. |                   | Ruolo | Calciatore             |
| -- | ----------------- | ----- | ---------------------- |
|    | Italia (bandiera) | D     | Fabrizio Nofri Onofri  |
|    | Italia (bandiera) | A     | Giovanni Pagliari (II) |
|    | Italia (bandiera) | C     | Federico Perugini (II) |
|    | Italia (bandiera) | C     | Stefano Perugini (I)   |
|    | Italia (bandiera) | C     | Silvano Pivotto        |
|    | Italia (bandiera) | A     | Fabrizio Provitali     |
|    | Italia (bandiera) | A     | Fabrizio Ravanelli     |
|    | Italia (bandiera) | A     | Alfio Sordini          |
|    | Italia (bandiera) | C     | Carlo Valentini        |
|    | Italia (bandiera) | P     | Graziano Vinti         |

## Risultati

### Serie C2

#### Girone di andata
| 20 settembre 1987 1ª giornata | Perugia | 2 – 0 | Bisceglie |  |

| 27 settembre 1987 2ª giornata | Forlì | 0 – 3 | Perugia |  |

| 4 ottobre 1987 3ª giornata | Perugia | 3 – 0 | Chieti |  |

| 11 ottobre 1987 4ª giornata | Gubbio | 1 – 1 | Perugia |  |

| 18 ottobre 1987 5ª giornata | Perugia | 1 – 1 | Giulianova |  |

| 25 ottobre 1987 6ª giornata | Pro Italia Galatina | 1 – 2 | Perugia |  |

| 1º novembre 1987 7ª giornata | Angizia Luco | 0 – 1 | Perugia |  |

| 8 novembre 1987 8ª giornata | Perugia | 3 – 1 | Ravenna |  |

| 15 novembre 1987 9ª giornata | Lanciano | 0 – 2 | Perugia |  |

| 22 novembre 1987 10ª giornata | Perugia | 1 – 1 | Fidelis Andria |  |

| 29 novembre 1987 11ª giornata | Celano | 0 – 0 | Perugia |  |

| 6 dicembre 1987 12ª giornata | Perugia | 2 – 1 | Martina |  |

| 13 dicembre 1987 13ª giornata | Ternana | 0 – 0 | Perugia |  |

| 20 dicembre 1987 14ª giornata | Perugia | 5 – 1 | Jesi |  |

| 3 gennaio 1988 15ª giornata | Civitanovese | 0 – 1 | Perugia |  |

| 10 gennaio 1988 16ª giornata | Perugia | 2 – 0 | Riccione |  |

| 17 gennaio 1987 17ª giornata | Casarano | 2 – 1 | Perugia |  |

#### Girone di ritorno
| 24 gennaio 1988 18ª giornata | Bisceglie | 0 – 1 | Perugia |  |

| 31 gennaio 1988 19ª giornata | Perugia | 1 – 0 | Forlì |  |

| 7 febbraio 1988 20ª giornata | Chieti | 1 – 0 | Perugia |  |

| 21 febbraio 1988 21ª giornata | Perugia | 2 – 1 | Gubbio |  |

| 28 febbraio 1988 22ª giornata | Giulianova | 0 – 0 | Perugia |  |

| 6 marzo 1988 23ª giornata | Perugia | 4 – 0 | Pro Italia Galatina |  |

| 13 marzo 1988 24ª giornata | Perugia | 2 – 0 | Luco |  |

| 20 marzo 1988 25ª giornata | Ravenna | 1 – 1 | Perugia |  |

| 2 aprile 1988 26ª giornata | Perugia | 0 – 0 | Lanciano |  |

| 16 aprile 1988 27ª giornata | Fidelis Andria | 1 – 3 | Perugia |  |

| 17 aprile 1988 28ª giornata | Perugia | 2 – 1 | Celano |  |

| 24 aprile 1988 29ª giornata | Martina | 1 – 0 | Perugia |  |

| 8 maggio 1988 30ª giornata | Perugia | 0 – 0 | Ternana |  |

| 15 maggio 1988 31ª giornata | Jesi | 0 – 3 | Perugia |  |

| 22 maggio 1988 32ª giornata | Perugia | 2 – 0 | Civitanovese |  |

| 29 maggio 1988 33ª giornata | Riccione | 0 – 0 | Perugia |  |

| 5 giugno 1988 34ª giornata | Perugia | 1 – 1 | Casarano |  |